# Paul Caligiuri
Paul Caligiuri (* 9. března 1964, Westminster) je bývalý americký fotbalista, záložník. V roce 1986 byl vyhlášen nejlepším americkým fotbalistou roku.

## Fotbalová kariéra
Začínal v univerzitním týmu UCLA Bruins. Dále hrál v USA za tým San Diego Nomads. Od roku 1987 působil v Německu. V Hamburger SV se do prvního týmu neprosadil a hrál jen za rezervu. Dále hrál ve druhé bundeslize ze SV Meppen. V sezóně 1990/91 hrál v týmu FC Hansa Rostock, ve východoněmecké oberlize nastoupil ve 22 utkáních a s týmem získal historicky poslední východoněmecký titul i východoněmecký pohár. Dále hrál za SC Freiburg, FC Hansa Rostock a Los Angeles Salsa. V sezóně 1995/96 hrál Bundesligu za FC St. Pauli, nastoupil v 15 ligových utkáních. Od roku 1996 působil v severoamerické Major League Soccer v týmech Columbus Crew SC a Los Angeles Galaxy. S LA Galaxy v roce 2001 získal US Open Cup. Za fotbalovou reprezentaci USA nastoupil v letech 1984-1997 ve 110 utkáních a dal 5 gólů, byl členem reprezentace USA na Mistrovství světa ve fotbale 1990, nastoupil ve všech 3 utkáních. Byl členem reprezentace USA na Mistrovství světa ve fotbale 1994, nastoupil ve všech 4 utkáních. Byl členem reprezentace USA na Letních olympijských hrách 1988, nastoupil ve 3 utkáních.

## Ligová bilance
| Ročník                                  | Zápasy | Góly | Klub               |
| --------------------------------------- | ------ | ---- | ------------------ |
| 2. německá fotbalová Bundesliga 1988/89 | 21     | 1    | SV Meppen          |
| 2. německá fotbalová Bundesliga 1989/90 | 24     | 0    | SV Meppen          |
| DDR-Oberliga 1990/91                    | 22     | 0    | FC Hansa Rostock   |
| 2. německá fotbalová Bundesliga 1991/92 | 18     | 0    | SC Freiburg        |
| Německá fotbalová Bundesliga 1995/96    | 14     | 0    | FC St. Pauli       |
| Major League Soccer 1996                | 22     | 3    | Columbus Crew SC   |
| Major League Soccer 1997                | 16     | 1    | Los Angeles Galaxy |
| Major League Soccer 1998                | 18     | 1    | Los Angeles Galaxy |
| Major League Soccer 1999                | 27     | 1    | Los Angeles Galaxy |
| Major League Soccer 2000                | 28     | 2    | Los Angeles Galaxy |
| Major League Soccer 2001                | 24     | 0    | Los Angeles Galaxy |
| CELKEM Německá fotbalová Bundesliga     | 15     | 0    |                    |
| CELKEM DDR-Oberliga                     | 22     | 0    |                    |
| CELKEM Major League Soccer              | 161    | 11   |                    |